# Jiří Kahoun
Jiří Kahoun (Prága, 1942. március 12. – 2017. május 13.) cseh író. A Dongómacik mesekönyvek szerzője.

## Könyvei
- Autíčko Tydýt
- Bráška je taky ježek
- Dárek k vánocům
- Dlouhá
- Golem
- Chumelení
- Hogy vagytok, dongómacik? (Jak se mají včelí medvídci?)
- Kdo přečte ježečkovi pohádku?
- Kocourek a kouzelná dírka
- Legační dům
- Moucha roku
- Můj děda hastrman
- Můj život s Ferdou
- O autech – Pohádky na čtyřech kolech
- O létajících strojích – Pohádky z povětří
- O mašinkách – Pohádky na kolejích
- Pískací kornoutek
- Pro zvědavá ouška
- Příběhy včelích medvídků
- Řeka v barvě nebe
- Semínková
- Slavná čertí kapela
- Školník Kulda je jednička
- Šlapací pejsek
- Štěstíčko a kocouří dědeček
- Toronto Tom
- Tři setkání
- U všech čertů
- Ustrašená strašidla
- Dongómacik és a gramofon (Včelí medvídci a gramofon)
- Dongómacik kalandjai tavasztól télig (Včelí medvídci od jara do zimy)
- Ze zahrádky do zahrádky
- Zevlouni
- Zvědavé káčátko
- Zvířátka z Malinové paseky